# Sammy Johnston
Sammy Johnston (Glasgow, Escocia; 13 de abril de 1967 – 14 de agosto de 2025) fue un jugador y entrenador de fútbol escocés que jugó en la posición de centrocampista.

## Carrera

### Jugador
| Periodo   | Club                |
| --------- | ------------------- |
| 1984–1990 | St Johnstone FC     |
| 1990–1991 | Ayr United FC       |
| 1991–1993 | Partick Thistle FC  |
| 1993      | Ballymena United FC |
| 1994      | Stranraer FC        |
| 1994–1997 | Glenavon FC         |
| 1997      | Finn Harps FC       |
| 1998      | Coleraine FC        |
| 1998–1999 | Partick Thistle FC  |
| 1999–2001 | Pollok FC           |

### Entrenador
Dirigió al Neilston FC de 2005 a 2008, y fue entrenador asistente en el Arthurlie FC.

## Vida personal
Era hermano del también futbolista Allan Johnston y tío del también futbolista Max Johnston.

## Logros
- Primera División de Escocia (1): 1989/90[12]
- Copa de Irlanda del Norte (1): 1997